# Pici

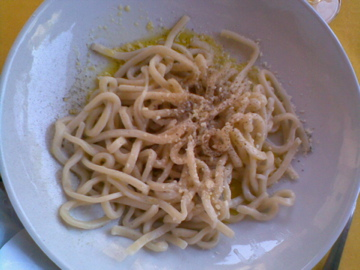
Pici au fromage et poivre.

Le picio (pluriel pici) est une sorte de gros spaghetto, une pâte épaisse, roulée à la main. Il est originaire de la province de Sienne (Val d'Orcia et Val di Chiana), et de Grosseto en Toscane. Il est également dénommé pinci dans la région de Montalcino. Dans la province de Viterbe, une variété similaire est appelée umbrichelli et, en  Ombrie, umbricelli, stringozzi.

## Description
La pâte est généralement faite uniquement à partir de farine et d'eau. L'ajout d'œuf est facultatif, déterminé uniquement par les traditions familiales.
La pâte est déployée en une épaisse feuille plate, puis coupée en lanières qui sont roulées « à la main » sur la table ou par roulement entre les paumes de la main.
Les deux méthodes forment une pâte épaisse, un gros spaghetti, légèrement plus mince d'un crayon. 
Contrairement au spaghetti ou au macaroni, cette pâte n'est pas de taille uniforme et a des variations d'épaisseur sur toute sa longueur.
Il est consommé avec une grande variété d'aliments et sauces en particulier :
| Catégorie | Italien   | Français                        |
| --------- | --------- | ------------------------------- |
| sauces    | briciole  | miettes de pain                 |
| sauces    | aglione,  | sauce tomate épicée à l'ail     |
| sauces    | boscaiola | sauce aux champignons (porcino) |
| sauces    | ragù      | sauce à base de viande          |
| mets      | cinghiale | sanglier                        |
| mets      | lepre     | lièvre                          |
| mets      | anatra    | oie, canard                     |
| mets      | acciughe  | anchois                         |